# Лольо, Лусиано
Маури́сио Лусиа́но Ло́льо (исп. Mauricio Luciano Lollo; родился 29 марта 1987 года, Алехо-Ледесма, провинция Кордова) — аргентинский футболист, защитник клуба «Эстудиантес».

## Биография
Лольо начал карьеру клубе «Бельграно». 7 декабря 2007 года он дебютировал за команду в Примере B. В 2011 году Луисано помог клубу выйти в элиту. В 2012 году Лольо был выбран капитаном команды, в разгар сезон он получил травму паха, которая оставила его вне игры на пять месяцев. 30 марта 2013 года в матче против «Арсенала» из Саранди он забил свой первый гол в аргентинской Примере.
Летом 2014 года Луисано перешёл в «Расинг» из Авельнеды на правах аренды с правом последующего выкупа. 10 августа в матче против клуба «Дефенса и Хустисия» Лольо дебютировал за новую команду. 17 августа в поединке против «Сан-Лоренсо» он забил свой первый гол за «Расинг». В 2014 году Лусиано помог клубу выиграть Апертуру и после окончания сезона его трансфер был выкуплен. 18 февраля 2015 года в матче Кубка Либертадорес против венесуэльского «Депортиво Тачира» Лольо забил гол.
Летом 2016 года он перешёл в «Ривер Плейт». 13 марта в матче против «Унион Санта-Фе» он дебютировал за новую команду.

## Титулы и достижения
- Чемпион Аргентины (1): 2014
- Обладатель Кубка Либертадорес (1): 2018 (не играл)
- Финалист Кубка Либертадорес (1): 2019 (постфактум)